# Georges Simenon
Georges Joseph Christian Simenon (Belgium, Liège, 1903. február 13. – Svájc, Lausanne, 1989. szeptember 4.) francia nyelvű belga író.

## Fiatalkora és tanulmányai
Georges Simenon Liège-ben született. Apja, Désiré Simenon egy biztosító cég könyvelőirodájában dolgozott, és 1902 áprilisában vette feleségül Henriette-et. Habár Georges Simenon február 13-án született, babonából 12-ére jegyezték be. Ez a történet olvasható a Pedigree (Családfa) című regénye elején.
A Simenon család a Limburg vidékről származik, anyai ágon holland Limburgból. Egyik hírhedt őse volt a bűnöző Gabriel Brühl, aki az 1720-as évektől garázdálkodott Limburgban, amíg 1743-ban fel nem akasztották. Simenon később írói álnévként használta a Brüll nevet.
1905 áprilisában, két évvel Georges Simenon születése után a család a szomszédos Outremeuse-be költözött. Öccse, Christian 1906 szeptemberében született, és Georges Simenon bosszúságára ő lett a „mama kedvence”. Később, 1911 februárjában a család ismét elköltözött. Ebben a nagyobb házban albérlőket is fogadtak, főként különböző nemzetiségű tanoncokat, diákokat, az ifjú Georges Simenonnak fontos bevezetést nyújtva a nagyvilágba. Ez hatással volt regényeire, elsősorban a Pedigree és a Le Locataire (Az albérlő) címűekre.
Hároméves korában Simenon olvasni tanult a Saint-Julienne óvodában. Ezután az Institut Saint-Andrét látogatta 1908-tól 1914-ig. 1914 szeptemberében, röviddel az első világháború kitörése után egy jezsuita középiskolában, a Collège Saint-Louis-ban kezdte meg tanulmányait.
1915 nyarán a jezsuiták tartózkodó tanításával szembeszegülő tizenkét éves Simenon átélte hosszú élete első szexuális kalandját. Néhány évvel később Simenont már „10 000 nő férfija”-ként ismerték, beismerten szexfüggő volt, akinek napi háromszori szeretkezésre volt szüksége. Jó néhány nő ingyen is odaadta magát neki, akárhogyis, ebből a tízezerből nyolcezret prostituáltnak mondtak. Valószínűsíthető viszont, hogy bár a Simenon életében szereplő nők száma óriási, azért jóval kevesebb, mint 10 000. Ebből a szempontból igen-igen különbözött regényalakjától, Maigret-től, aki feltételezhetően teljességgel hűséges volt Madame Maigret iránt.
1917 februárjában a Simenon família egy hajdani postaépületbe költözött az Amecoeur szomszédságban. 1919 júniusában ismét költözködtek, ekkor a rue de L'Enseignement-re, vissza az Outremeuse környékre.
Apja szívproblémáinak ürügyén 1918 júniusában Simenon elhatározta, hogy az év végi vizsgákat meg sem várva befejezi tanulmányait. Ezután jó pár alkalmi munkát vállalt.

## Egy karrier beindul: Liège, 1919–22
1919 januárjában a tizenhat éves Simenon munkát vállalt a Joseph Demarteau szerkesztette Gazette de Liège című újságnál. Ez lehetőséget adott neki arra, hogy megismerje a város sötétebb oldalát, beleértve a politikát, a szórakozóhelyeket, olcsó szállodákat, ugyanakkor bűnügyeket, rendőrségi nyomozásokat és Edmond Locard kriminológus rendőrségi technikákról szóló előadásait is. Simenon a Gazette-nél tanulta meg a gyorsszerkesztést is. Több mint 150 cikket írt „G. Sim” álnév alatt.
Simenon első regényét, az Au Pont des Arches (A boltíves hídnál)-t 1919 júniusában írta, ami 1921-ben jelent meg, G. Sim álneve alatt. „Monsieur Le Coq” néven több mint 800 humoros darabot publikált 1919 novembere és 1922 decembere között.
Ebben az időben Simenon éjszakai élete csak fokozódott: prostituáltak, részegség és mulatozás jellemezte. Társai közt anarchisták, bohém művészek voltak, sőt, két leendő gyilkossal is mulatott. Később Les Trois crimes de mes amis (Barátaim három bűntette) címmel írt regényt erről. Egy művészcsoportba is járt, akik „La Caque” (A heringes hordó) néven voltak ismertek. Habár nem számított törzsvendégnek a csoportban, ezen keresztül ismerte meg későbbi feleségét, Régine Renchont.

## Franciaországban, 1922–45
Simenon apja 1922-ben meghalt, így úgy döntött, hogy Párizsba költözik Régine Renchonnal (további utalások a becenevén: „Tigy”), először a XVII. kerületbe, nem messze a Boulevard des Batignolles-től. Felfedezte magának a várost, a bisztrókat, olcsó szállókat, bárokat és éttermeket. S ami még fontosabb, hogy megismert egyszerű dolgozó párizsiakat. Számtalan álnév alatt írt, és kreativitása meghozta gyümölcsét.
1923-ban Simeon és Tigy rövid időre visszatért Liège-be, megházasodni. Katolikus neveltetése ellenére Simenon nem volt hívő. Tigy egy teljesen vallásmentes családból származott. Simenon anyja viszont ragaszkodott a templomi házassághoz, rábeszélte Tigy-t, hogy névlegesen megtérjen, katolikus templomok hitoktatását tanulva, így annak ellenére, hogy ő maga nem volt vallásos, Simenon összes gyereke katolikusként lett megkeresztelve.
Tigyvel való házassága viszont nem akadályozta meg Simenont abban, hogy kapcsolatot folytasson számos más nővel is, közülük talán leghíresebb Josephine Baker volt.
Egy tudósítói megbízásnak köszönhetően 1928-ban Simenon hosszú tengeri utazásra indult, ami megkedveltette vele a csónakázást. 1929-ben tehát úgy döntött, hogy építtet magának egy hajót, az Ostrogoth-ot. Simenon, Tigy, a szakácsuk és egyben házvezetőnőjük, Henriette Liberge és kutyájuk Olaf az Ostrogoth fedélzetén éltek, mialatt a francia csatornarendszeren utaztak. Henriette Liberge, azaz „Boule” (szó szerint „gömb”, kövérkés vonalaira utalva) a következő évtizedekben is a családdal maradt, valódi része volt annak.
1931-ben először, Joseph Kessel rendelésére megjelent a Detective-ben Simenon legismertebb figurája: Maigret felügyelő.
1932-ben Simenon szüntelenül utazott, riportokat küldve Afrikából, Kelet-Európából, Törökországból és a Szovjetunióból. A világkörüli út 1934-ben és 1935-ben folytatódott.
1932 és 1936 között Simenon, Tigy és Boule a La Richadière-ben laktak, egy XVI. századbeli nemesi házban Marsillyben, a Charante-Maritime département-ban. Simenon feleleveníti a házat a Le Testament Donadieu (A Donadieu végrendelet) című regényében. 1938 elején kibérelte az Agnès villát a La Rochelle-ben, majd augusztusban megvett egy farmot Nieul-sur-Mer-ben (szintén a Charante-Maritime-ben), ahol egyetlen gyerekük, Marc 1939-ben megszületett.
Simenon a Vendée-ben lakott a második világháború alatt. Simenon háború alatti magatartásáról megoszlanak a vélemények: míg néhány tudós úgy látja, közreműködött a németeknél, mások nem értenek egyet, Simenont nem politizáló embernek gondolják, aki alapvetően opportunista volt, de semmiképp se társa a náciknak. További bonyodalmat okoz, hogy helyi parasztok feljelentették, mint nácit, ugyanakkor a Gestapo zsidósággal gyanúsította meg, nyilván a Simenon és Simeon nevek összekeverése miatt. Akárhogyis, Simenon helyzetét homály fedte, és az azt körülvevő bizonytalanság komoly problémákat okozott.
Simenon több fontos művét is a háború évei alatt alkotta, úgymint a Le Testament Donadieu-t, a Le Voyageur de la Toussaint (A mindenszenteki utazó)-t és a Le Cercle des Mahé (A mahé-i kör)-t. Fontos levelezéseket is folytatott, főként André Gide-del.
Szintén a 40-es évek elején történt, hogy Simenont félrediagnosztizálta a helyi orvos, komoly szívproblémákat megállapítva (egy emlékeztető az apjára), csak hónapokat jósolva hátra az életéből. Ekkor történt az is, hogy Tigy meglepte a férjét Boule-lal. 1949-ig még házasok maradtak, de ez már csak névleges volt. Tigy minden tiltakozása ellenére Boule a családdal maradt.
A háború kétértelműségének dacára 1989-ben La Rochelle városa végül is kitüntette Simenont, egy fürjet elnevezve róla. Simenon túlságosan beteg volt ahhoz, hogy részt vegyen a dedikáló ceremónián, viszont 2003-ban fia, Johnny részt vett apja egy másik kitüntetésén.

## Az Egyesült Államokban, 1945–55
A kényelmetlen francia időjárás elől menekülve Simenon (feleségével és fiával együtt) 1945-ben az USA-ba érkezett, miután néhány hónapot a szomszédos québeci Montréalban töltött. Boule vízumproblémák miatt eredetileg nem tudott csatlakozni hozzájuk. Ezen évek alatt Simenon gyakran ellátogatott New Yorkba. Ő és családja hosszú autótúrákon is részt vett, Maine-től Floridáig, majd onnan nyugatra egészen Kaliforniáig. Simenon rövid ideig az Anna Maria szigeten is élt, nem messze a Florida állambeli Bradentontól. Később bérelt egy házat Arizonában, ahova Boule végre megérkezett. Habár elbűvölte őt a sivatag, Simenon úgy döntött, elhagyja Arizonát, és Kaliforniában települ le, majd később nagyobb házba költözött, a connecticuti Lakeville-be, a Shadow Rock Farmra.
Amíg az Egyesült Államokban Simenon, fia Marc és Boule viszonylag könnyen boldogult az angol nyelv tanulásával, Tigynek ez rengeteg problémát okozott, így haza szeretett volna térni Európába.
Időközben Simenon megismerkedett Denyse Ouimettel, aki egy nála tizenhét évvel fiatalabb nő volt. Denyse, aki eredetileg Montréalból származott, 1945-ben, New Yorkban mint titkárnője találkozott Simenonnal, és azonnal elindítottak egy helyenként viharos és boldogtalan kapcsolatot. Miután feloldották a jogi akadályokat, Simenon és Tigy 1949-ben elvált. Egy évvel később, 1950-ben Simenon és Denyse Ouimet házasságot kötött a nevadai Renóban, és hamarosan két gyermekük is született: először 1949-ben Johnny, majd 1953-ban Marie-Jo. A válási egyezségnek megfelelően Tigy továbbra is Simenon és közös fiuk, Marc közelében maradt. Ez a megállapodás érvényben maradt egészen 1955-ig, amikor mindannyian visszatértek Európába.
1952-ben Simenon ellátogatott Belgiumba, ahol az Académie Royale de Belgique tagja lett. Annak ellenére, hogy 1922-től egyáltalán nem lakott Belgiumban, egész életében belga állampolgár maradt.

## Visszatérés Európába, 1955–89

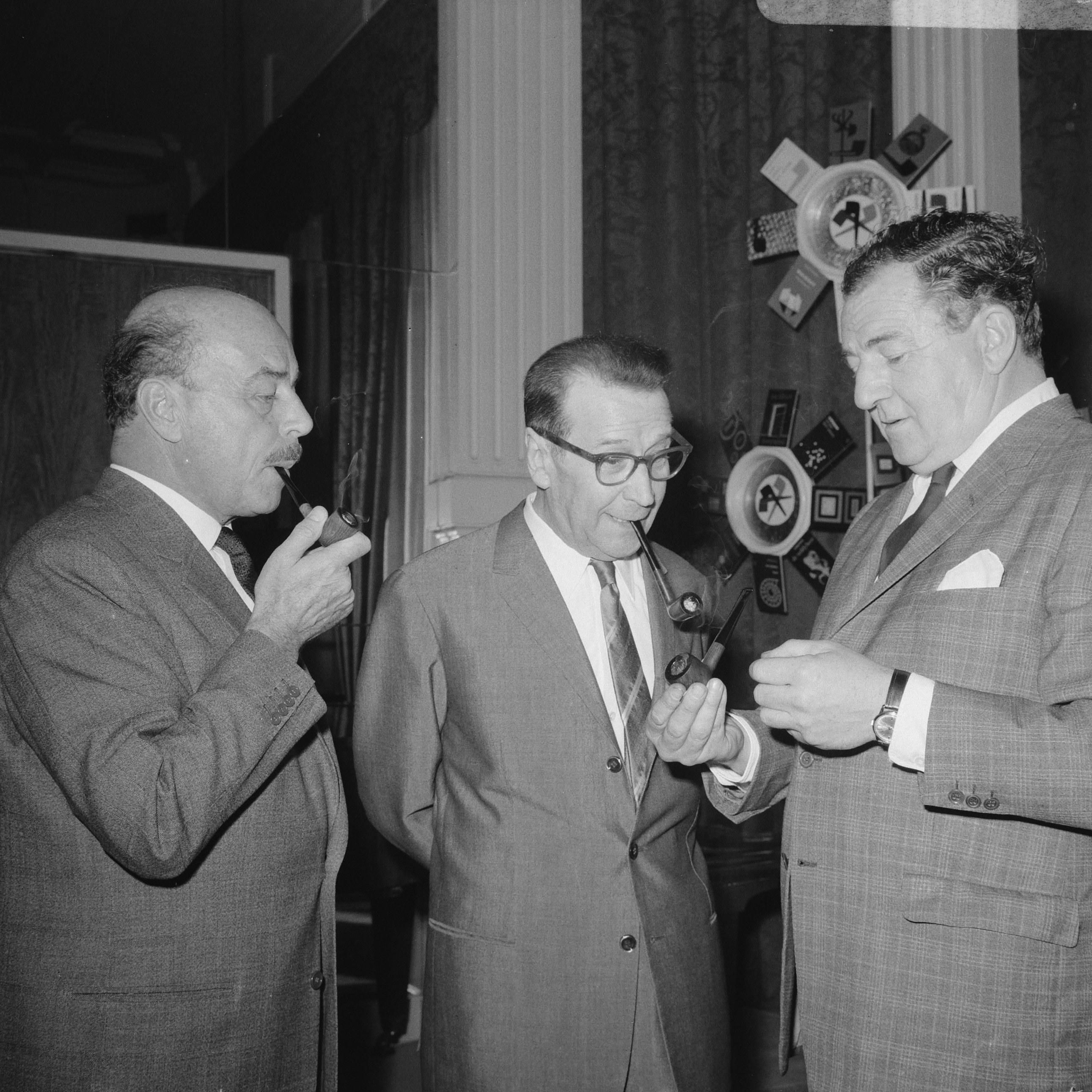
Simenon (középen) látogatása Amszterdamban (1966). Balra Jan Teulings holland, jobbra Rupert Davies angol színész, Maigret felügyelő alakítói

Simenon és családja 1955-ben visszatért Európába. Először Franciaországban (a Francia Riviérán), majd a svájci Échandens-ben (Vaud kantonban), egy bérelt házban telepedtek le. Ehelyett Simenon a Lausanne északi részén fekvő Épalinges-ben vett egy birtokot, ahol óriási házat építtetett.
1964-ben Simenon és Denyse Ouimet végleg szétvált. Az 1960-as évek végén az idősödő író átmeneti szerelmi viszonyba keveredett a tizenéves Gianna Lou Mueller (művésznevén Nadia) olasz-amerikai táncosnővel és fotómodellel, de viszonyuk 1968-ban megszakadt, amikor a 19 éves Nadia férjhez ment. Így Simenon 1961-es házvezetőnőjével, Teresával élt együtt, és élete végéig vele maradt.
1972-ben Simenon bejelentette regényírói karrierje végét, de más műveket továbbra is írt, főleg önéletrajzi munkákat diktált fel ajándékba kapott magnetofonjára.
25 éves lánya, Marie-Jo 1978-ban öngyilkosságot követett el Párizsban, ami beárnyékolta Simenon későbbi éveit.
1984-ben Simenonon agytumor műtétet hajtottak végre, amiből sikeresen felgyógyult, a következő években azonban folyamatosan romlott az állapota. Utolsó tv-riportját 1988 decemberében adta.
1989. szeptember 4-ére virradó éjszaka Georges Simenon Lausanne-ban meghalt.

## Művei
Simenon a XX. század egyik legtermékenyebb írója volt, naponta akár 60-80 oldalt is írt. Irodalomjegyzéke majd 200 regényt, több mint 150 novellát, néhány önéletrajzi művet, számos cikket és rengeteg ponyvaregényt tartalmaz, amiket több mint két tucat név alatt írt. Összesen körülbelül 1,4 milliárd példányt nyomtattak műveiből. Simenon legnagyobb szívfájdalma az volt egész életében, hogy nem ismerték el szépirodalmi munkásságát kellőképpen, az egész világ leginkább csak Maigret-t ismerte.
Leginkább amiatt a 75 regény és 28 novella miatt ismerik, amelyekben Maigret nyomoz. A sorozatban az első regény, a Pietr-Le-Letton (Pietr, a lett) 1931-ben, az utolsó, a Maigret et M. Charles (Maigret és Monsieur Charles) pedig 1972-ben jelent meg. A Maigret regényeket minden nagyobb nyelvre lefordítottak, néhányat megfilmesítettek (már 1932-ben elkészült a La nuit du carrefour (Az útkereszteződések éjszakája) című film).
Az amerikai évek alatt Simenon elérte kreativitása csúcsát. Jó pár akkori regényét inspirálta a környezete, mint például: Trois chambres à Manhattan (Három szoba Manhattanben, 1946), Maigret à New York (Maigret New Yorkban, 1947), Maigret megharagszik (Maigret se fâche, 1947).
Simenon jó néhány „pszichológiai regényt” is írt, úgymint La neige était sale (A hó piszkos volt, 1948) vagy Le fils (A fiú, 1957), emellett pedig néhány önéletrajzi művet is: Je me souviens (Emlékszem, 1945), Pedigree (Családfa, 1948) és Mémoires intimes (Intim emlékek, 1981).
- Műveinek száma: összesen körülbelül 450
- Maigret történetek száma: 103 (75 regény és 28 novella)
- Pszichológiai regények: több mint 110
- Műveit 44 országban több mint 55 nyelvre fordították le
- 1935–97-ig 1 400 000 000 eladott példány
- Művei megfilmesített változatainak száma: kb. 50

## Magyarul megjelent kötetei

### 1944-ig
- Hosszú út; ford. Szávai Nándor; Grill, Bp., 1938
- A besurranók. Regény; ford. Rónay György; Révai, Bp., 1941 (Világsikerek)
- A furnesi polgármester. Regény; ford. Rónay György; Révai, Bp., 1942
- Az örökös. Regény; ford. Rónay György; Révai, Bp., 1943 (Világsikerek)
- A szökevény. Regény; ford. Rónay György; Révai, Bp., 1944 (Világsikerek)

### 1945–1989
- Néger negyed. Regény; ford. Rónay György; Révai, Bp., 1946
- A sárga kutya; ford. Semlyén István; Ifjúsági, Bukarest, 1966
- Maigret és a lusta betörő. Regény; ford. Gorilovics Tivadar; Athenaeum Ny., Bp., 1968 (Albatrosz könyvek)
- Maigret és a szombati kliens; ford. Rayman Katalin; Magvető, Bp., 1968
- A titokzatos lány. Regény; ford. Majtényi Erik; Ifjúsági, Bukarest, 1968 (Árgus)
- A Majestic pincéi; ford. Rayman Katalin; Magvető, Bp., 1970 (Albatrosz könyvek)
- Fekete eső / A Bicétre harangjai / Levél a vizsgálóbíróhoz; ford., bev. Barta András; Magvető, Bp., 1970 (Világkönyvtár)
- A költözködés / A macska; ford. Rubin Péter; Európa, Bp., 1970
- A Víg Malom táncosnője; ford. Klumák István; Magvető, Bp., 1973 (Albatrosz könyvek)
- A türelmes Maigret; ford. Rayman Katalin; Magvető, Bp., 1974 (Albatrosz könyvek)
  - (Maigret türelmes címen is)
- A sárga kutya / Maigret és a bolond öregasszony / A Saint-Fiacre-ügy. Bűnügyi regények; ford. Örvös Lajos; Európa, Bp., 1974
- Maigret habozik; ford. Wessely László / Bűntény Hollandiában; ford. Farkas Márta / Maigret és a padon üldögélő ember. Bűnügyi regény; ford. Révfy Tivadar; Európa, Bp., 1975
- Ködös kikötő; ford. Szíjgyártó László; Magvető, Bp., 1975 (Albatrosz könyvek)
- Maigret védekezik; ford. Zsámboki Mária; Magvető, Bp., 1976 (Albatrosz könyvek)
- Maigret csapdát állít / Maigret első nyomozása. Két bűnügyi regény; ford. Hollós Adrienne, Timár György; Európa, Bp., 1977
- Maigret albérletben; ford. Déva Mária; Magvető, Bp., 1978 (Albatrosz könyvek)
- Maigret szórakozik / Maigret-t meglopják. Két bűnügyi regény; ford. Gara György, Görög Lívia; Európa, Bp., 1979 (Fekete könyvek)
- Maigret és a becsületes emberek; ford. Ádám Péter; Magvető, Bp., 1980 (Albatrosz könyvek)
- Maigret revolvere; ford. Halda Aliz; Magvető, Bp., 1981 (Albatrosz könyvek)
- Maigret Vichyben; ford. Ilosvay Katalin; Magvető, Bp., 1982 (Albatrosz könyvek)
- Maigret pipája. Három bűnügyi regény / Maigret az esküdtszéken / Maigret megharagszik; ford. Raýman Katalin, Somló Vera; Európa, Bp., 1985
- A londoni férfi / Maigret és a borkereskedő. Bűnügyi regények; ford. Farkas Márta, Németh István; Európa, Bp., 1986

### 1990–1999
- Maigret és a kicsi Albert. Modern krimi; ford. Kovács Sándor; Pesti Könyvek, Bp., 1990 (Pesti ponyva)
  - (Maigret és a pikárdiai gyilkosságok címen is)
- Fej nélküli holttest; ford. Tóth Gábor; Kolonel, Bp., 1990 (Mesterdetektív kiskönyvtár)
- Liberty bár / Maigret csalódik; ford. Röhrig Eszter, Ilosvay Katalin; Európa, Bp., 1991 (Európa krimi)
- Az eljegyzés; ford. Bognár Róbert; Európa, Bp., 1992 
  - (Monsieur Hire jegyessége címen is)
- Maigret fél; ford. Rácz Judit; Hunga-print, Bp., 1994
- Maigret utazása; ford. Arató János; Hunga-print, Bp., 1994
- Maigret; ford. Nagy Zsuzsanna; Hunga-print, Bp., 1994
- Maigret vallomása; ford. Tészabó Júlia; Hunga-print, Bp., 1995 (Hunga könyvek)
- Maigret karácsonya / Hét kis kereszt. Két kisregény; ford. Lakatos Tibor, Mihály Ildikó; Pesti Kalligram, Bp., 1997

### 2000–
- Carissimo Simenon, mon cher Fellini. Georges Simenon és Federico Fellini levelezése; ford. Ádám Péter; Osiris, Bp., 2001 (Osiris zsebkönyvtár)
- Maigret az iskolában; ford. Tótfalusi Ágnes; Park, Bp., 2004
- Maigret és a miniszter; ford. Vargyas Zoltán; Park, Bp., 2004
- Maigret és a hajléktalan; ford. Vargyas Zoltán; Park, Bp., 2004 (Maigret)
- Maigret és a Langaléta; ford. Szántó Judit; Park, Bp., 2004 (Maigret)
- Maigret dühbe gurul; ford. Pacskovszky Zsolt; Park, Bp., 2004 (Maigret)
- Maigret kudarcot vall; ford. N. Kiss Zsuzsa; Park, Bp., 2004 (Maigret)
- Maigret és a fantom; ford. Takács M. József; Park, Bp., 2004 (Maigret)
- Maigret és az idős hölgy; ford. Tótfalusi Ágnes; Park, Bp., 2004 (Maigret)
- Maigret és a magányos férfi; ford. Takács M. József; Park, Bp., 2004 (Maigret)
- Maigret és a vizsgálóbíró; ford. Vargyas Zoltán; Park, Bp., 2004 (Maigret)
- Maigret osztálytársa; ford. Takács M. József; Park, Bp., 2005 (Maigret)
- Maigret és a titokzatos lány; ford. Vargyas Zoltán; Park, Bp., 2005 (Maigret)
- Maigret és a gyilkos; ford. Tótfalusi Ágnes; Park, Bp., 2005 (Maigret)
- Maigret habozik; ford. Wessely László; Park, Bp., 2005 (Maigret)
- Maigret védekezik; ford. Vargyas Zoltán; Park, Bp., 2005 (Maigret)
- Maigret türelmes; ford. Vargyas Zoltán; Park, Bp., 2005 (Maigret)
  - (A türelmes Maigret címen is)
- Maigret és a hazudós szeretők; ford. Bognár Róbert; Park, Bp., 2005 (Maigret)
- Maigret és a makrancos tanúk; ford. Lukács Laura; Park, Bp., 2006 (Maigret)
- Maigret és a törpe; ford. Vargyas Zoltán; Park, Bp., 2006 (Maigret)
- Maigret aggályai; ford. Vargyas Zoltán; Park, Bp., 2006 (Maigret)
- Maigret és az öreg szerelmesek; ford. Bognár Róbert; Park, Bp., 2006 (Maigret)
- Monsieur Hire jegyessége. Bűnregény; ford. Csákó Gábor; Könyvfakasztó, Bp., 2006 
  - (Az eljegyzés címen is)
- A londoni férfi. Bűnregény; ford. Csákó Gábor; Könyvfakasztó, Bp., 2006
- Maigret és a padon üldögélő ember; ford. Révfy Tivadar; 2. átdolg. kiad; Park, Bp., 2006 (Maigret)
- Maigret és a bíró háza; ford. Ertl István; Park, Bp., 2006 (Maigret)
- Maigret és a csapodár közjegyző; ford. Ertl István; Park, Bp., 2007
- Madame Maigret barátnője; ford. Lukács Laura; Park, Bp., 2007
- Maigret New Yorkban; ford. Szántó Judit; Park, Bp., 2007
- Maigret és a csökönyös leányzó; ford. Bognár Róbert; Park, Bp., 2007
- Maigret és a kiugrott felügyelő; ford. Bognár Róbert; Park, Bp., 2008 (Maigret)
- Maigret és a mamlasz unokaöcs; ford. Szántó Judit; Park, Bp., 2008 (Maigret)
- Maigret és a félarcú ember; ford. Lukács Laura; Park, Bp., 2009 (Maigret)
- Maigret és a hajnali vendég. Válogatott novellák; ford. Bognár Róbert; Park, Bp., 2009 (Maigret)
- Maigret és a varázslatos sziget; ford. Mihancsik Zsófia; Park, Bp., 2009 (Maigret)
- Maigret és a Dél Keresztje; ford. Ertl István; Park, Bp., 2009 (Maigret)
- Maigret és a halott gyémántkereskedő; ford. Felkai Piroska; Agave Könyvek, Bp., 2011
- Maigret nyaralni megy; ford. Bánki Ágnes; Agave Könyvek, Bp., 2011
- Maigret gyanút fog I A ministránsfiú tanúvallomása I A világ legmakacsabb vendége / Nem szokás megölni a szegény fickókat; ford. Sóvári Judit; Agave Könyvek, Bp., 2011
- Az özvegy; ford. Sóvári Judit; Agave Könyvek, Bp., 2012
- Maigret és az éjszaka örömei; ford. Sóvári Judit; Agave Könyvek, Bp., 2012
- A kísértetek; ford. Felkai Piroska; Agave Könyvek, Bp., 2012
- Maigret és a flamand lány; ford. Ertl István; Agave Könyvek, Bp., 2013
- Maigret és a gengszterek; ford. Ertl István; Agave Könyvek, Bp., 2013
- Az elátkozott hajó; ford. Barta Tamás; Agave Könyvek, Bp., 2013
- Aki a vonatokat nézte; ford. Barta Tamás; Agave Könyvek, Bp., 2013
- Maigret és a furcsa idegen; ford. Barta Tamás; Agave Könyvek, Bp., 2014
- A gyilkos; ford. Ertl István; Agave Könyvek, Bp., 2014
- Maigret és az idegek harca; ford. Ertl István; Agave Könyvek, Bp., 2014
- Maigret és a három nő; ford. Barta Tamás; Agave Könyvek, Bp., 2014
- A műhiba; ford. Barta Tamás; Agave Könyvek, Bp., 2015
- Maigret és a víg kompánia; ford. Ertl István; Agave Könyvek, Bp., 2015
- Maigret és a beharangozott gyilkosság; ford. Barta Tamás; Agave Könyvek, Bp., 2015
- Maigret és az egyes számú zsilip; ford. Barta Tamás; Agave Könyvek, Bp., 2016
- Maigret és a vérfoltos öltöny; ford. Ertl István; Agave Könyvek, Bp., 2016
- Maigret emlékiratai; ford. Ertl István; Agave Könyvek, Bp., 2017
- A vonat; ford. Barta Tamás; Agave Könyvek, Bp., 2017
- Maigret és a pikárdiai gyilkosságok; ford. Barta Tamás; Agave Könyvek, Bp., 2018 
  - (Maigret és a kicsi Albert címen is)
- Az evertoni órásmester; ford. Barta Tamás; Agave Könyvek, Bp., 2018
- Maigret és az új-fundlandi randevú; ford. Barta Tamás; Agave Könyvek, Bp., 2019
- Maigret és a titkos szerető; ford. Barta Tamás; Agave Könyvek, Bp., 2019
- Maigret hét esete; ford. Barta Tamás; Agave Könyvek, Bp., 2021
- A bűnbak; ford. Barta Tamás; Agave Könyvek, Bp., 2021
- A mérgezés; ford. Ertl István; Agave Könyvek, Bp., 2022
- Maigret és az éjjeli utas; ford. Ertl István; Agave Könyvek, Bp., 2022

## Novellák
- Árverés (ford. Rayman Katalin); in: Égtájak. Öt világrész elbeszélései 1968; Európa, Budapest, 1968, 586 oldal

## Filmadaptációk
| - A londoni férfi (2007) író - Mindenszenteki utazó (2007) (TV film) író - (La Californie) (2006) forgatókönyvíró - Maigret karácsonya (2005) (TV film) író - Maigret: A kelepce (2004) (TV film) író - Maigret a panzióban (2004) (TV film) író - Maigret: Árnyjáték (2004) (TV film) író - Maigret az orvosnál (2004) (TV film) író - Maigret és a farkatlan kismalacok (2004) (TV film) író - Maigret és a hajléktalan (2004) (TV film) író - Maigret és a hét kis kereszt (2004) (TV film) író - Maigret és a társalkodónő (2004) (TV film) író - Maigret és az árnyjáték (2004) (TV film) író - Piros lámpák (2004) író - (Les scrupules de Maigret) (2004) (TV film) író - Maigret: Aláírás Picpus (2003) (TV film) író - Maigret és a gyerekkori barát (2003) (TV film) író - Maigret kudarca (2003) (TV film) író - (Maigret et la princesse) (2003) (TV film) forgatókönyvíró - (Maigret chez le ministre) (2002) (TV film) író - (Maigret et le marchand de vin) (2002) (TV film) író - (Maigret et la maison de Félicie) (2002) (TV film) forgatókönyvíró - (Maigret et le fou de sainte-Clothilde) (2002) (TV film) író - Az utolsó kalandor (2001) (TV film) író - (Mon ami Maigret) (2001) (TV film) író - (Maigret et la fenetre ouverte) (2001) (TV film) író - (Maigret et la croqueuse de diamants) (2001) (TV film) író - (Maigret voit double) (2000) (TV film) író - (Maigret chez les riches) (2000) (TV film) író - (Maigret: Madame Quatre et ses enfants) (1999) (TV film) író - (Maigret: Meurtre dans un jardin potager) (1999) (TV film) író - (Maigret: Un meurtre de premiére classe) (1999) (TV film) író - Telitalálat a szívbe (1998) író - (Maigret et l’inspecteur Cadavre) (1998) (TV film) író - (Maigret et le Liberty bar) (1997) (TV film) író - (Night at the Crossroads) (2017) - (Maigret In Montmartre) (2017) | - (Maigret et l’enfant de choeur) (1997) (TV film) forgatókönyvíró - (Maigret et l’improbable monsieur Owen) (1997) (TV film) író - (Long Cours) (1996) (TV film) író - Maigret és a fejnélküli tetem (1994) (TV film) író - A plüssmackó (1994) író - A türelmes Maigret (1994) (TV film) író - Maigret és a csökönyös tanúk (1993) (TV film) író - Maigret és a majestic pincéi (1993) (TV film) író - Maigret és a padon üldögélő férfi (1993) (TV film) író - Maigret védekezik (1993) (TV film) író - Betty (1992) író - Idegen a házban (1992) író - Maigret és a bíró háza (1992) (TV film) író - Maigret és az éjszaka örömei (1992) (TV film) író - Maigret és a „Nyakigláb Cica” (1991) (TV film) író - Monsieur Hire (1989) író - Az egyiptomi utas (1982) író - A Saint-Paul órása (1973) író - A vonat (1973) író - A macska (1971) forgatókönyvíró - Idegen a házban (1967) író - Maigret felügyelő csapdája (1966) író - Maigret legnagyobb esete (1966) író - Maigret és a gengszterek (1963) író - Emile hajója (1962) író - Báró a zsilipen (1960) író - Maigret és a Saint-Fiacre ügy (1959) író - Maigret csapdát állít (1957) író - Tiltott szerelem (1952) író - A negyed (1947) író - Pánik (1946) író - Éjféli vendég (1942) író - Közveszélyes kisasszony (1942) író - (Maigret a l'école) (TV film) író - (Maigret Sets a Trap) (2016) - (Maigrets Dead Man) (2016) |

## Maigret szerepében
- Kinya Aikawa
- Louis Arbessier
- Harry Baur
- Herbert Berghof
- Romney Brent
- Kees Brusse
- Sergio Castellitto
- Gino Cervi
- Bruno Cremer
- Rupert Davies
- Jean Gabin
- Michael Gambon
- Richard Harris
- Charles Laughton
- Maurice Manson
- Henri Norbert
- Albert Prejean
- Pierre Renoir
- Jean Richard
- Heinz Rühmann
- Vladimir Samoilov
- Michel Simon
- Basil Sydney
- Abel Tarride
- Boris Tenine
- Jan Teulings
- Jurij Jevsjukov
- Rowan Atkinson

## Külső hivatkozások
- Centre d'études Georges Simenon et Fonds Simenon de l'Université de Liège
- Életrajza
- Simenon világa / L'Oeil de Simenon; szerk. Csizek Gabriella; Magyar Fotográfusok Háza, Bp., 2005